# Vrbno (Słowenia)
Vrbno – wieś w Słowenii, w gminie Šentjur. W 2018 roku liczyła 403 mieszkańców.